# Denver Nuggets 1979-1980
La stagione 1979-80 dei Denver Nuggets fu la 4ª nella NBA per la squadra del Colorado.
I Denver Nuggets arrivarono terzi nella Midwest Division della Western Conference con un record di 30-52, non qualificandosi per i play-off.

## Roster
| N° | Naz.                   | Ruolo | Sportivo          | Anno | Alt. | Peso |
| -- | ---------------------- | ----- | ----------------- | ---- | ---- | ---- |
| 2  | Stati Uniti (bandiera) | A     | Alex English      | 1954 | 201  | 86   |
| 10 | Stati Uniti (bandiera) | G     | John Roche        | 1949 | 191  | 77   |
| 11 | Stati Uniti (bandiera) | GA    | Charlie Scott     | 1948 | 196  | 79   |
| 20 | Stati Uniti (bandiera) | AC    | George L. Johnson | 1956 | 201  | 95   |
| 21 | Stati Uniti (bandiera) | GA    | Anthony Roberts   | 1955 | 196  | 84   |
| 22 | Stati Uniti (bandiera) | GA    | Glen Gondrezick   | 1955 | 198  | 99   |
| 24 | Stati Uniti (bandiera) | G     | Gary Garland      | 1957 | 193  | 82   |
| 30 | Stati Uniti (bandiera) | AC    | George McGinnis   | 1950 | 203  | 107  |
| 31 | Stati Uniti (bandiera) | A     | Bo Ellis          | 1954 | 206  | 89   |
| 32 | Stati Uniti (bandiera) | GA    | Bob Wilkerson     | 1954 | 198  | 88   |
| 33 | Stati Uniti (bandiera) | GA    | David Thompson    | 1954 | 193  | 88   |
| 35 | Stati Uniti (bandiera) | C     | Kim Hughes        | 1952 | 211  | 100  |
| 41 | Stati Uniti (bandiera) | AC    | Tom Boswell       | 1953 | 206  | 100  |
| 41 | Stati Uniti (bandiera) | C     | Arvid Kramer      | 1956 | 206  | 100  |
| 44 | Stati Uniti (bandiera) | AC    | Dan Issel         | 1948 | 206  | 107  |

## Staff tecnico
- Allenatore: Donnie Walsh
- Vice-allenatore: George Irvine